# 야시카 T4
야시카 T4(Yashica T4, Kyocera Slim T)는 고품질의 랜즈와 뷰 파인더를 장착한 교세라의 35mm 컴팩 카메라이다. 일반적으로 블랙 몸체이며, 라벨을 초록으로 악센트를 준 사파리 한정 모델도 있다.

## 사양
- 자동초점.
- 칼 자이스 Tessar 35mm, f/3.5 랜즈.
- 자동노출.
- 통합 플래시.
- 프로그램된 셔터(1s-1/700s)
- 필름 감도: ISO 50-ISO 3200
- 능동 자동초점, 3-포인트 적외선
- 배터리: CR123A
- 치수: 116,5 x 63,5 x 37 mm, 170 g.